# 92.ª División de Infantería (Estados Unidos)
La 92.ª División de Infantería (92.ª División, Primera Guerra Mundial) fue una división de infantería segregada del Ejército de los Estados Unidos que sirvió tanto en la Primera Guerra Mundial como en la Segunda Guerra Mundial. La división se organizó en octubre de 1917, después de la entrada de Estados Unidos en la Primera Guerra Mundial, en Camp Funston, Kansas, con soldados afroamericanos de todos los estados. En 1918, antes de partir hacia Francia, el búfalo americano fue seleccionado como insignia divisional debido al apodo de "Soldados búfalo", dado a los soldados de caballería afroamericanos en el siglo XIX. El apodo divisional "División de Soldados de Buffalo" fue heredado de la 366ª Infantería, una de las primeras unidades de la división organizada.
La 92.a División de Infantería fue la única división de infantería afroamericana que vio combate en Europa durante la Segunda Guerra Mundial, como parte del Quinto Ejército de los EE. UU., Luchando en la Campaña Italiana. La división sirvió en la campaña italiana desde 1944 hasta el final de la guerra.

## Historia
La 92.a División se constituyó por primera vez en papel el 24 de octubre de 1917 en el Ejército Nacional, más de seis meses después de la entrada de Estados Unidos en la Primera Guerra Mundial. La división fue comandada durante la mayor parte de su existencia por el mayor general Charles C. Ballou y estaba compuesta por la 183.a División. Brigada de Infantería con los Regimientos de Infantería 365 y 366, y la Brigada de Infantería 184 con los Regimientos de Infantería 367 y 368, junto con las unidades de apoyo de artillería, ingenieros, médicos y de señales adjuntas.
La división se organizó el 27 de octubre de 1917 en Camp Funston, Kansas, y los hombres fueron entrenados primero a nivel de regimiento. Para esta división, 104 capitanes negros, 397 primeros tenientes y 125 segundos tenientes fueron entrenados en un "campamento de oficiales negros" en Des Moines, Iowa.
Se iba a construir una "zona negra" especial en el extremo este de Camp Funston, con "lugares de diversión e intercambios separados". A.D. Jellison, un banquero de Junction City, Kansas, cedió una parcela de tierra para una "casa comunitaria", que los hombres negros de los siete estados que enviaron aprendices afroamericanos construirían.

### Primera Guerra Mundial
- Activada: octubre de 1917
- Ultramar: 18 de julio de 1918

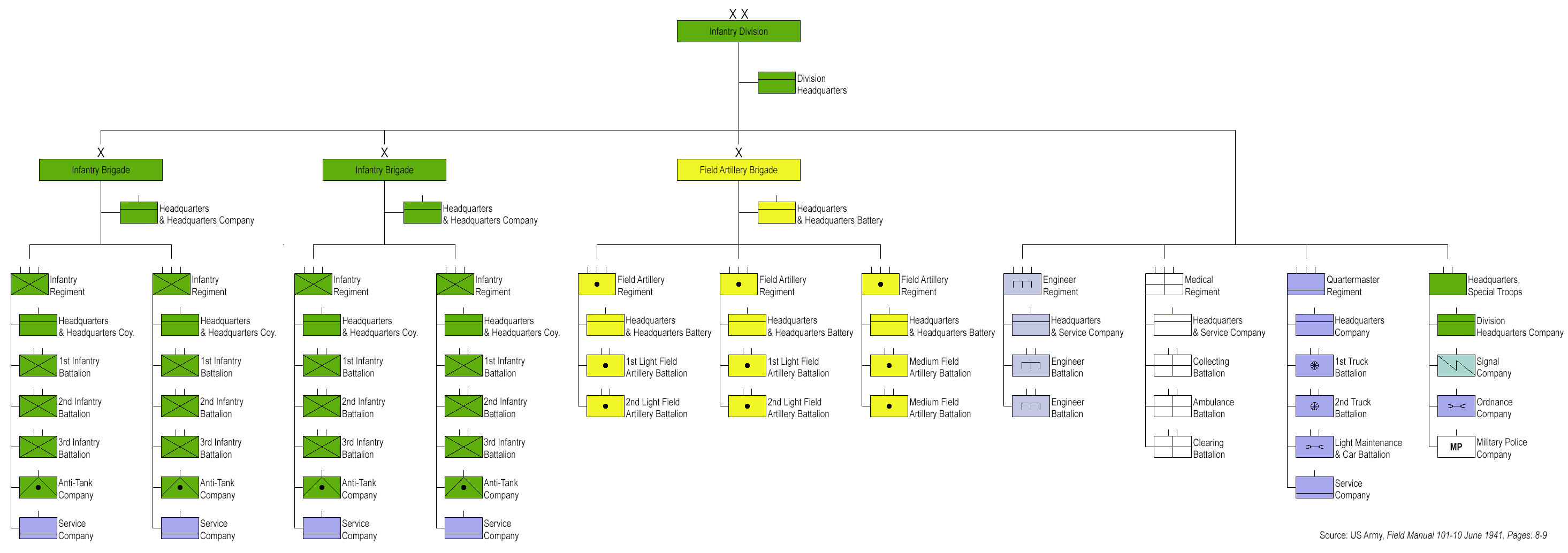
Ejemplo de la División Cuadrada: División de Infantería de los EE. UU. De 1918. En el extremo izquierdo se pueden ver dos Brigadas de dos Regimientos cada una.

- Operaciones principales: artillería de campo sin Meuse-Argonne
- Víctimas: total: 1.647 (KIA: 120; WIA: 1.527).
- Comandantes: Mayor General Charles C. Ballou (29 de octubre de 1917), Mayor General Charles Henry Martin (19 de noviembre de 1918), Brig. General James B. Erwin (16 de diciembre de 1918).
- Devuelto a Estados Unidos e inactivo: febrero de 1919.

Como fue el caso de la 93a División, partes de la 92a sirvieron bajo y junto al ejército francés después de que tanto la principal Fuerza Expedicionaria Estadounidense (AEF) como la Fuerza Expedicionaria Británica (BEF) se negaran a que los soldados afroamericanos sirvieran en combate bajo sus órdenes.
La 92a era una unidad del Ejército Nacional formada por reclutas negros, con un cuadro de 154 suboficiales transferidos de los cuatro regimientos del Ejército Regular, en su mayoría dirigidos por oficiales subalternos negros sin experiencia recién graduados y comandados por oficiales blancos. Eran una unidad verde y no probada a la que no se le permitió maniobrar como división antes de que se comprometieran con la línea. Después de su llegada al frente occidental, la 92, como todas las unidades de las AEF, se entrenó para su despliegue en las trincheras. Comenzaron a ser introducidos en las líneas del frente del sector francés por parte de la compañía a mediados de agosto de 1918. La 92.ª Brigada de Artillería entró en funcionamiento recién en octubre de 1918.
La 92.ª División entró en combate en la Ofensiva Mosa-Argonne durante noviembre de 1918.

#### Unidades
92.ª División (1917-19)
- Sede, 92.ª División
- 183.ª Brigada de Infantería
  - 365.º regimiento de infantería
  - 366.º regimiento de infantería
  - 350.º batallón de ametralladoras

- 184.ª Brigada de Infantería
  - 367.º regimiento de infantería
  - 368° Regimiento de Infantería
  - 351° Batallón de Ametralladoras

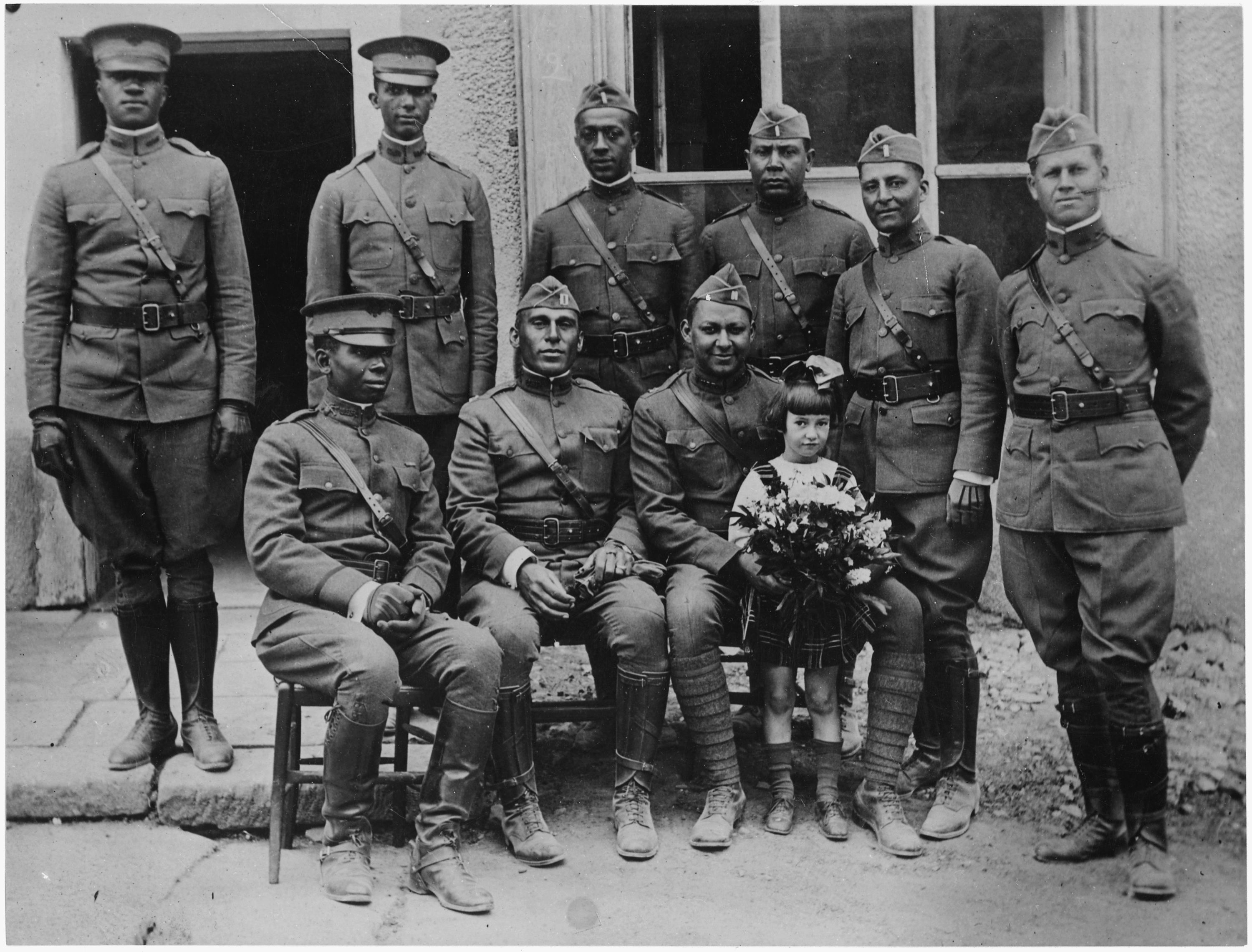
Oficiales del 367° Regimiento de Infantería, 92° División, en el Frente Occidental, presumiblemente en 1918.

- 167ª Brigada de Artillería de Campaña
  - 349° Regimiento de Artillería de Campaña
  - 350° Regimiento de Artillería de Campaña
  - 351° Regimiento de Artillería de Campaña
  - 317.ª batería de morteros de trinchera
- 349.º batallón de ametralladoras
- 317.º Regimiento de Ingenieros
- 317.º Regimiento Médico
- 317.º Batallón de señales de campo
- Tropa del Cuartel General, 92.ª División
- Cuartel General del Tren 317 y Policía Militar
  - 317.º tren de municiones
  - 317.º tren de suministro
  - 317.º tren de ingenieros
  - 317.º Tren Sanitario
    - 365.º, 366.º, 367.º y 368.º Ambulancias y hospitales de campaña

### Segunda Guerra Mundial
- Activada: 15 de octubre de 1942.

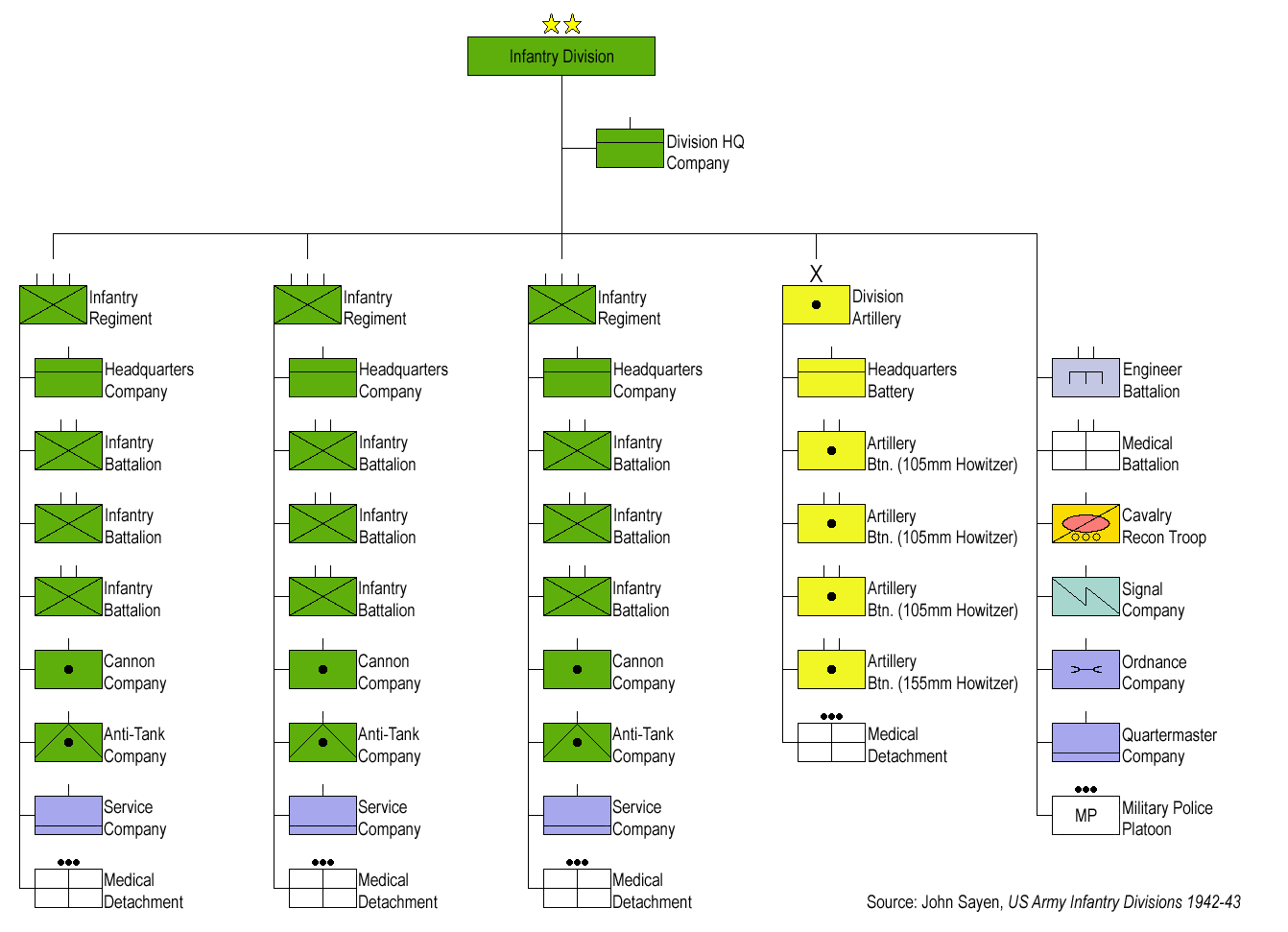
Ejemplo de división triangular: división de infantería de los EE. UU. De 1942. Las brigadas de la división Square han sido eliminadas y hay tres regimientos directamente bajo control divisional.

- Ultramar: 22 de septiembre de 1944.
- Campañas: Apeninos del Norte, Valle del Po.
- Premios: Medalla de Honor: 2 (póstumamente en 1997); Cruz de Servicio Distinguido (Estados Unidos): 2; Medalla de Servicio Distinguido del Ejército: 1; Estrella de plata: 208; Legión de Mérito: 16; Medalla de soldado: 6; Estrella de bronce: 1.166; Corazón Púrpura: 1.891; Orden de la Corona de Italia: 8; Cruz militar al valor militar (italiano): 17; Cruz militar al mérito en la guerra (italiano): 22; Medalla de guerra (Brasil): 1
- Comandantes: Mayor General Edward Almond (octubre de 1942 - agosto de 1945), Brig. General John E. Wood (agosto de 1945 hasta la inactivación).
- Regresó a los Estados Unidos: 26 de noviembre de 1945.
- Inactivo: 28 de noviembre de 1945.

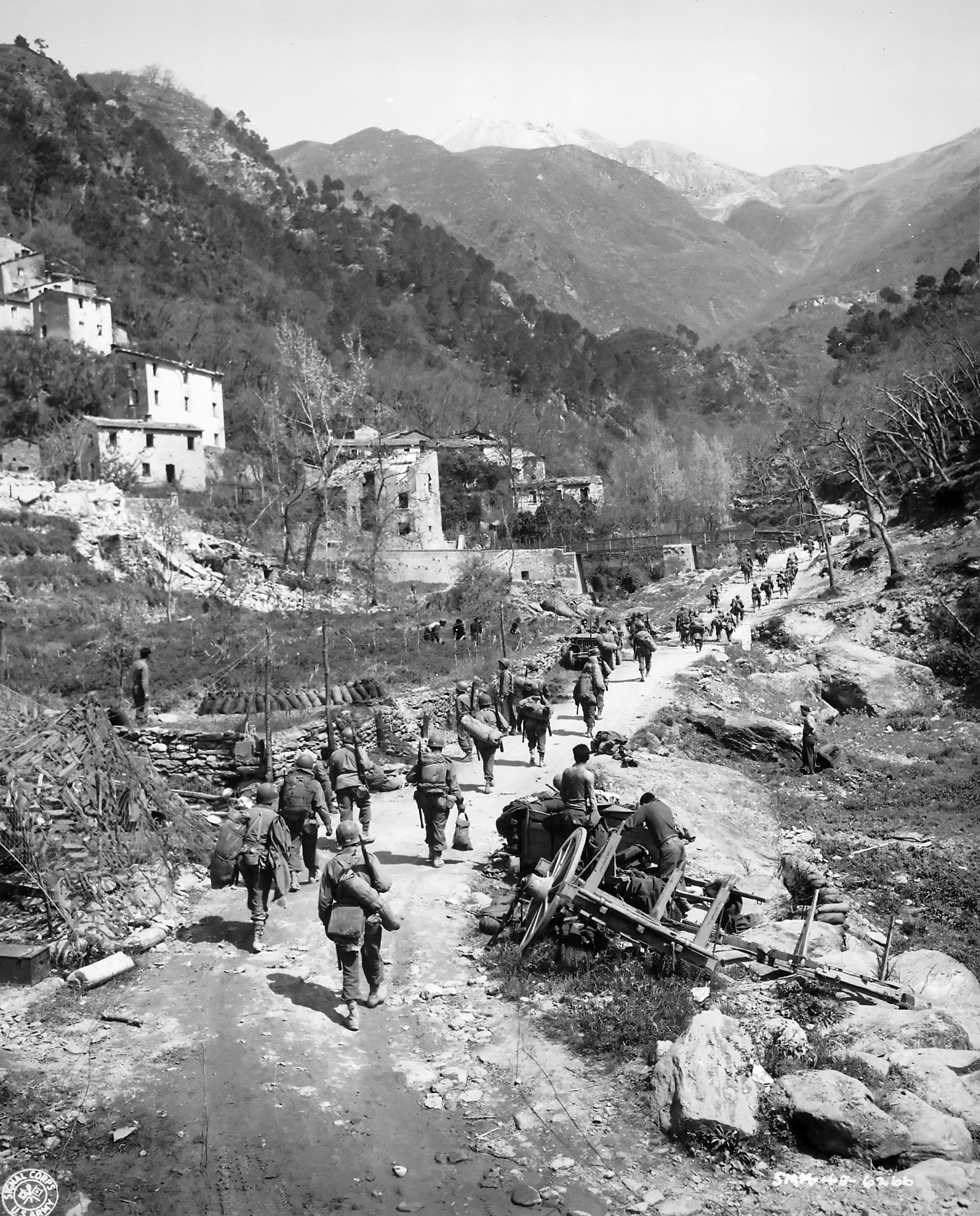
Los soldados de la 92.a División de Infantería entran en la ciudad de Montignoso (MS), Italia, después de haberla liberado de las tropas alemanas, el 8 de abril de 1945.

La división se reactivó como división de infantería con la designación de "color", bajo el mando del mayor general Edward Almond, el 15 de octubre de 1942, diez meses después de la entrada estadounidense en la Segunda Guerra Mundial, en Fort Huachuca, Arizona y pasó casi dos años formación en los Estados Unidos. A finales de julio de 1944, el 370 ° Regimiento de Infantería fue enviado al extranjero a Italia y adjunto temporalmente a la 1 ° División Blindada. El resto de la división se enviaría al extranjero en septiembre de ese año, y la división en su conjunto vería un duro combate durante el resto de la campaña italiana.
Durante la participación de la 92.a División en el Frente Italiano, los Buffalo Soldiers hicieron contacto con unidades de muchas nacionalidades: más allá del 442.o Equipo de Combate del Regimiento adjunto (442.o RCT), también tuvieron contacto con las tropas segregadas de los imperios coloniales británico y francés (Black Africanos, marroquíes, argelinos, indios, gurkhas, árabes y judíos palestinos), así como con polacos exiliados, griegos y checos, italianos antifascistas y las tropas no segregadas de la Fuerza Expedicionaria Brasileña (FEB).
La revista de la división era The Buffalo. Su director de arte, Ted Shearer, crearía la primera tira cómica afroamericana Quincy.

#### Comandantes

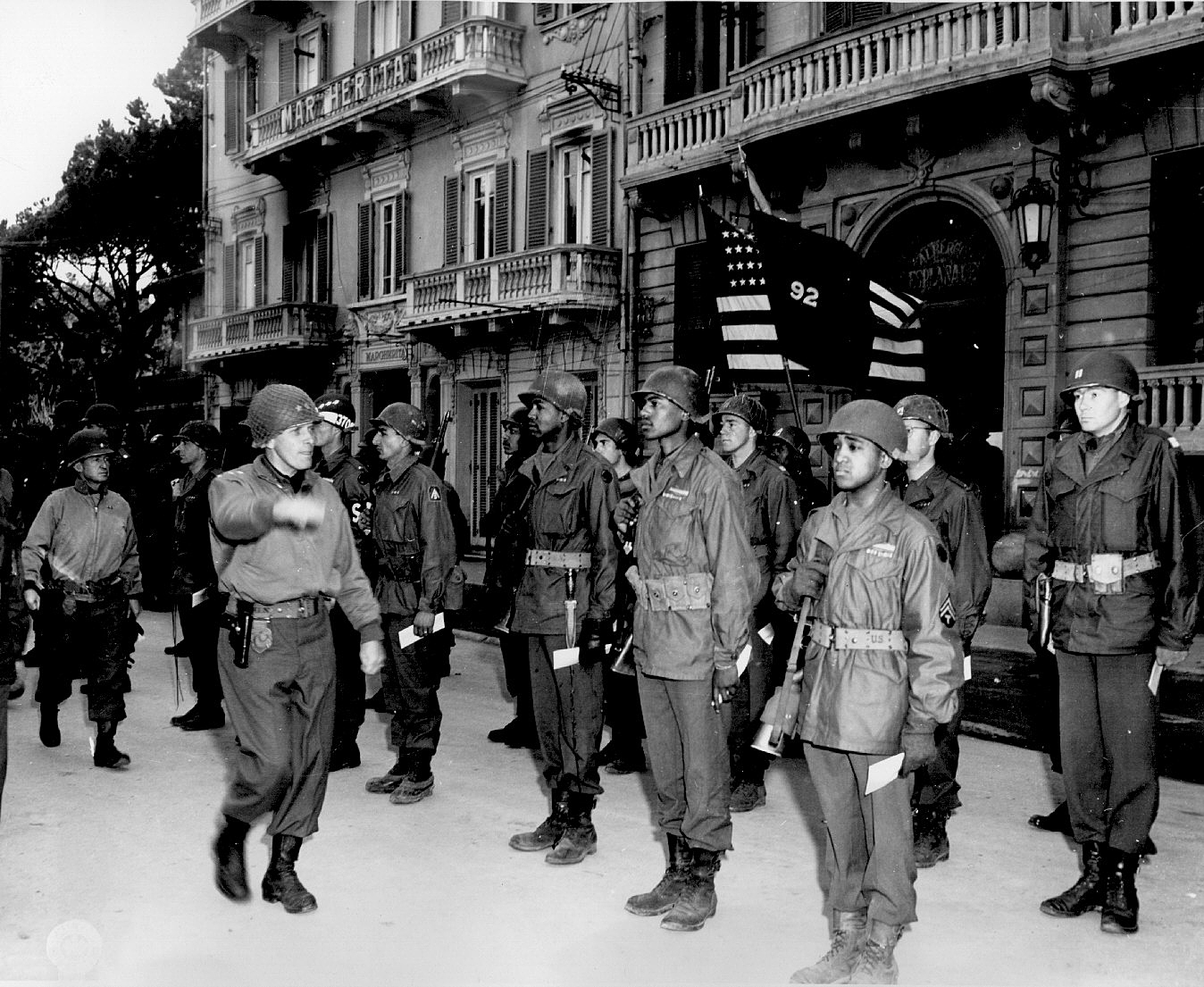
El Mayor General Edward Almond, comandante general de la 92a División de Infantería, inspecciona a sus tropas durante una ceremonia de condecoración, marzo de 1945.

El comandante de la división, el mayor general Almond, fue durante un tiempo muy respetado por el general George Marshall, Jefe de Estado Mayor del Ejército de los Estados Unidos, Quien era un compañero graduado del Instituto Militar de Virginia (VMI). Este fue un factor importante en la promoción de Almond a general de división y el mando posterior de la división, una posición que ocupó desde su formación en octubre de 1942 hasta agosto de 1945. Lideró la división en combate durante la campaña italiana de 1944-1945. Almond fue elegido por el general Marshall para comandar la división porque creía que Almond sobresaliría en lo que se consideraba una tarea difícil. Sin embargo, Almond se desempeñó mal y culpó de su pobre desempeño al hecho de que la división estaba compuesta en gran parte por tropas afroamericanas. Vio a sus tropas como la fuente de su fracaso en el combate, y aconsejó al ejército que no volviera a utilizar soldados afroamericanos como tropas de combate.

#### Crónica de combate

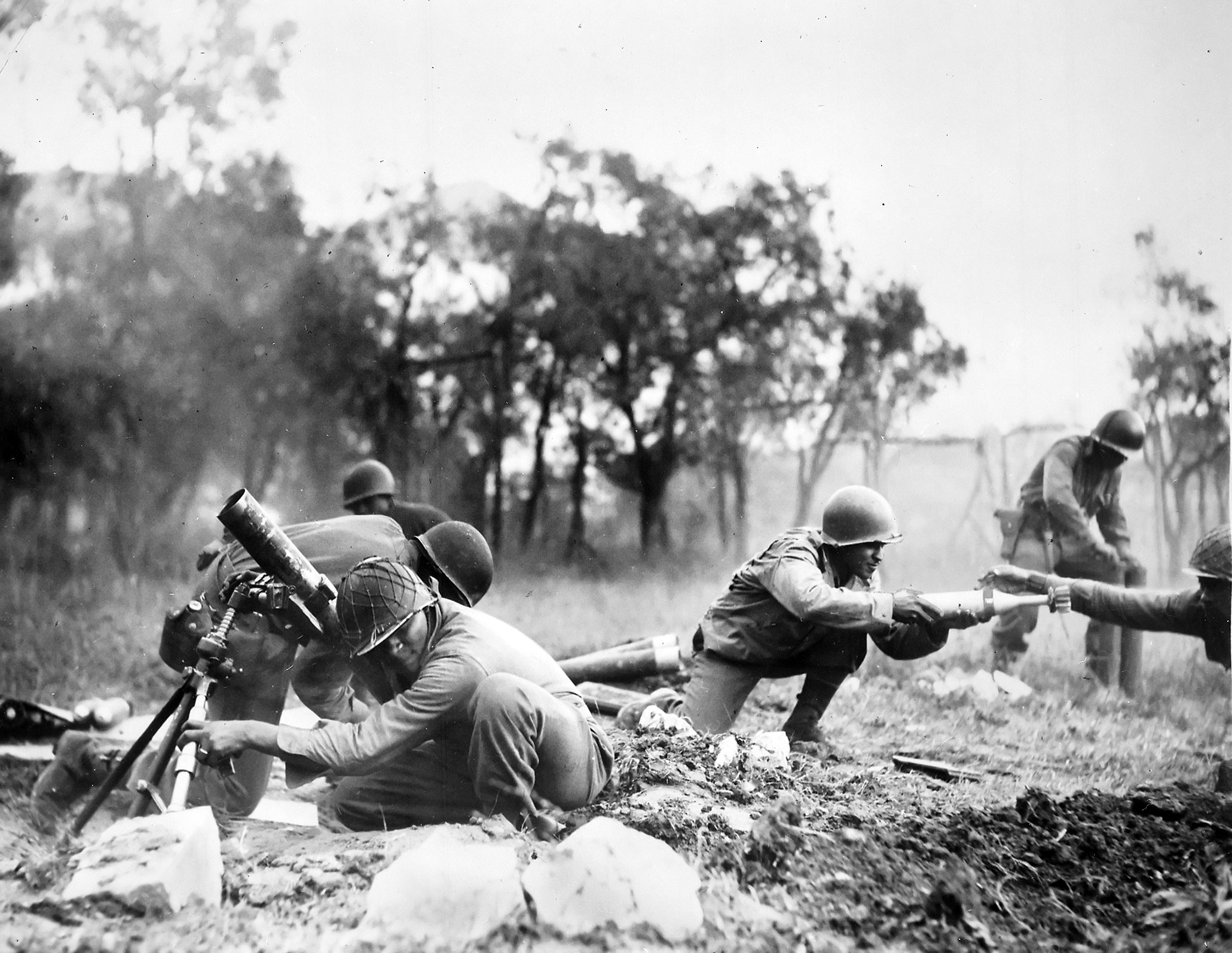
Los soldados de la 92a División de Infantería operan un mortero, Massa, Italia en noviembre de 1944.

El 370. ° Equipo de Combate del Regimiento, adjunto a la 1.a División Blindada, llegó a Nápoles, Italia, el 1 de agosto de 1944 y entró en combate el 24. Participó en el cruce del río Arno, la ocupación de Lucca y la penetración de la Línea Gótica. La resistencia enemiga fue insignificante en su área. Como Task Force 92, elementos de la 92.ª atacaron el flanco costero de Liguria hacia Massa, el 5 de octubre. Para el día 12, los leves avances logrados se perdieron en contraataques. El 13 de octubre, el resto de la división se concentró para actividades de patrulla. Elementos de la 92 se trasladaron al sector de Serchio, el 3 de noviembre de 1944, y avanzaron en el valle del río Serchio contra una resistencia ligera, pero el intento de capturar Castelnuovo di Garfagnana no tuvo éxito. Las actividades de patrulla continuaron hasta el 26 de diciembre cuando el enemigo atacó, obligando a las unidades de la 92.ª a retirarse. El ataque terminó el 28 de diciembre. Las fuerzas atacantes eran principalmente del Ejército Fascista de la República de Salò, la 4ª División Alpina italiana "Monte Rosa" (cuatro batallones), con el apoyo de tres batallones alemanes. Aparte de las patrullas y el reconocimiento, las unidades de la 92.a atacaron a las fuerzas enemigas en el sector de Serchio del 5 al 8 de febrero de 1945, avanzando contra la 1.ª División Bersaglieri "Italia", pero los contraataques enemigos anularon todos los avances de la 92.ª División.
Después de un desempeño de combate deficiente continuo, incluidos muchos casos de retiradas no autorizadas al encontrarse con el enemigo, baja moral y fingimiento, la 92.a División de Infantería fue considerada de calidad inferior tanto por los comandos alemanes como estadounidenses y apta solo para roles defensivos. Las cosas se deterioraron hasta el punto de que la división se retiró de las líneas y se reconstruyó a principios de 1945 con la eliminación del 366 ° Regimiento de Infantería (formado en dos regimientos de servicio general de ingenieros) y la adición de los 473 ° y 442 ° Regimientos de Infantería. Muchos historiadores han comenzado a revaluar el historial de combate de la 92.a División a medida que siguen apareciendo informes contemporáneos de su honorable desempeño. Numerosos veteranos de la división creían que los informes de desempeño deficiente estaban motivados por sentimientos racistas presentes en las filas de los oficiales superiores. Incluso a medida que aumentan las pruebas en apoyo de la conducta honorable de la división, algunos aún buscan suprimir estos hechos. El famoso y muy condecorado Nisei 442º, formado por japoneses estadounidenses, fue retirado de los combates en Francia para reforzar la eficacia de combate de la división. Los regimientos de infantería 365° y 371° se convirtieron en regimientos de entrenamiento y seguridad, respectivamente, y estaban estacionados en áreas de retaguardia, aunque todavía nominalmente asignados a la división.

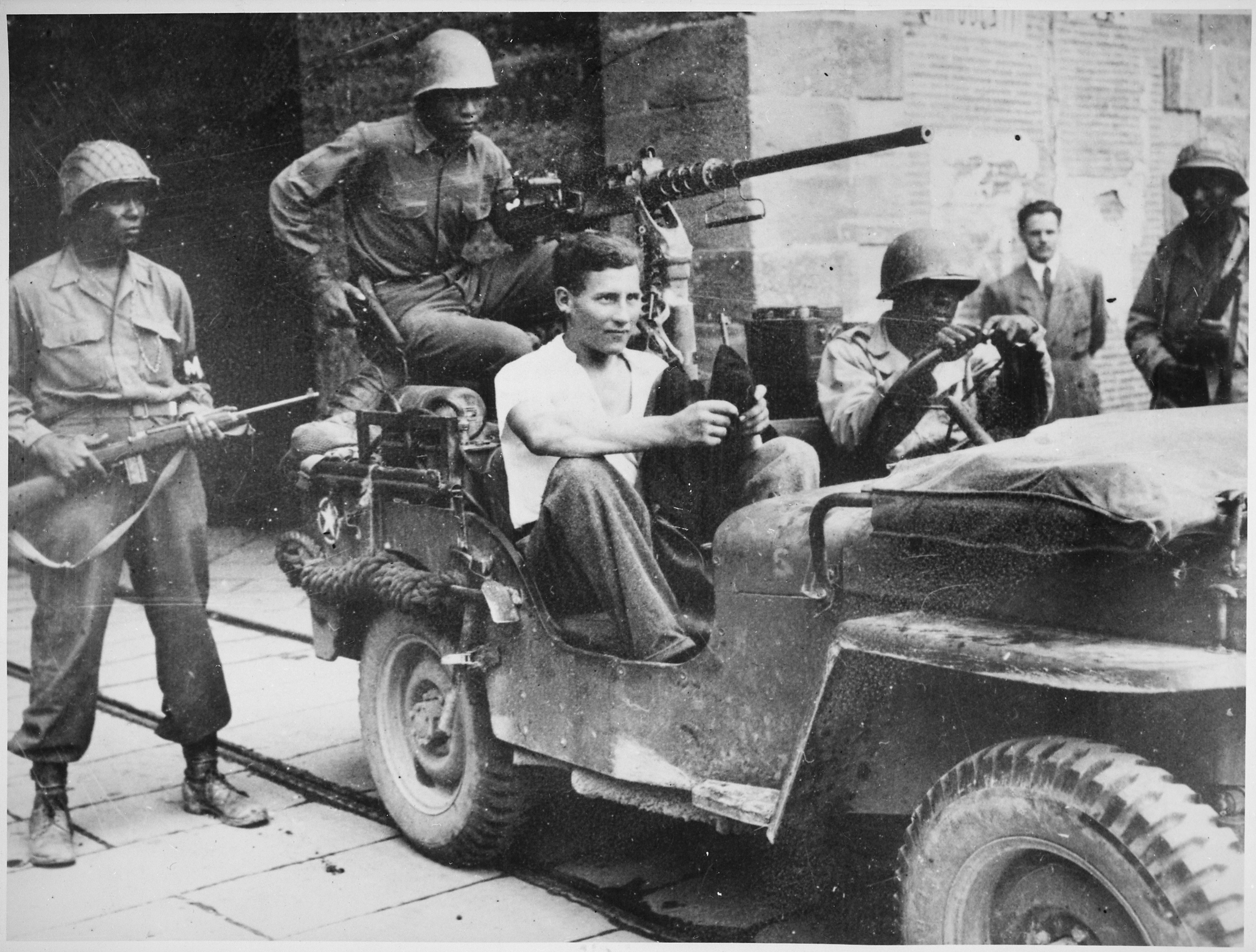
Soldados de la 92.ª División de Infantería con un soldado alemán capturado.

El 1 de abril, el 370 ° RCT y el 442 ° Equipo de Combate del Regimiento adjunto (Nisei) atacaron el sector costero de Liguria y se dirigieron rápidamente hacia el norte contra la ligera oposición de la 148 ° División de Infantería alemana, que solo contaba con el apoyo de unidades costeras italianas. La 370a tomó el control del sector Serchio y persiguió al enemigo en retirada desde el 18 de abril hasta el colapso de todas las fuerzas enemigas el 29 de abril de 1945. Elementos de la 92.a División entraron en La Spezia y Génova el 27 y se apoderaron de ciudades seleccionadas a lo largo de la costa de Liguria hasta que enemigo se rindió el 2 de mayo de 1945.

#### Damnificados
- Total de bajas en batalla: 2997
- Muertos en acción: 548
- Heridos en acción: 2,187
- Desaparecidos en acción: 206
- Prisionero de guerra: 56

#### Destinatarios de la medalla de honor
- John R. Fox, 1er teniente, Cannon Company, 366o Regimiento de Infantería, 92a División de Infantería, cerca de Sommocolonia, Serchio, Italia, 26 de diciembre de 1944.
- Vernon J. Baker, primer teniente de la 92.ª División de Infantería, cerca de Viareggio, Italia, del 5 al 6 de abril de 1945.

Nota: La Medalla de Honor no se otorgó a estos destinatarios hasta 1997.

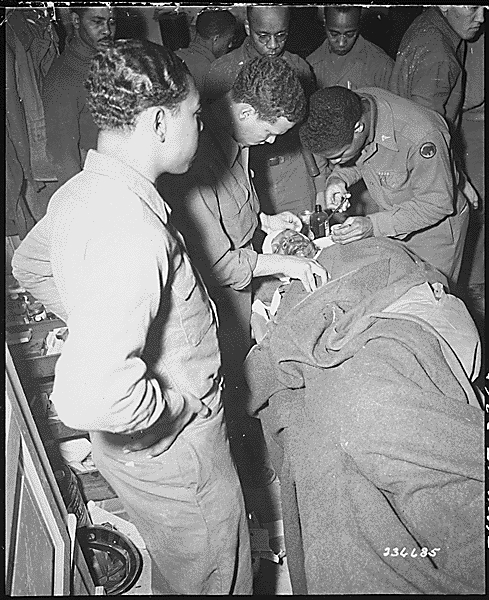
Capt. Ezekia Smith, del 370° Regimiento de Infantería, recibe tratamiento en la Estación de Recolección del 317° Batallón Médico, por fragmentos de proyectil en cara y hombros sufridos cerca de Querceta, Italia.

#### Orden de batalla
92ª División de Infantería (1942-1945)
- Cuartel general, 92.a División de Infantería
- 365o regimiento de infantería
- 370o Regimiento de Infantería
- 371 ° Regimiento de Infantería
- Cuartel general y batería del cuartel general, artillería de la 92a División de Infantería
  - 597 ° Batallón de Artillería de Campaña (105 mm)
  - 598 ° Batallón de Artillería de Campaña (105 mm)
  - 599 ° Batallón de Artillería de Campaña (105 mm)
  - 600 ° Batallón de Artillería de Campaña (155 mm)
- 317 ° batallón de combate de ingenieros
- 317 ° Batallón Médico
- 92. ° Tropa de reconocimiento de caballería (mecanizada)
- Cuartel General, Tropas Especiales, 92.a División de Infantería
  - Compañía del Cuartel General, 92a División de Infantería
  - 792a Compañía de artillería (mantenimiento ligero)
  - 92a Compañía de intendencia
  - 92nd compañía de señales
  - Pelotón de Policía Militar
  - Banda
- 92 ° Destacamento del Cuerpo de Contrainteligencia

Unidades adjuntas:
- 366 ° Regimiento de Infantería (noviembre de 1944 - febrero de 1945)
- 442o Regimiento de Infantería (Nisei) (abril de 1945 -)
- 473 ° Equipo de Combate del Regimiento (formado por unidades antiaéreas) (¿febrero de 1945 - mayo de 1945?).
- 758 ° Batallón de Tanques (de color)
- 679 ° Batallón de Destructores de Tanques (de color)
- 894 ° Batallón de Destructores de Tanques
- 701 ° Batallón de Destructores de Tanques

Task Force 1 (febrero de 1945): ]
- 3er Batallón / 366 ° Regimiento de Infantería
- Compañía B, 317 ° Batallón de Ingenieros
- 760 ° Batallón de Tanques
- 84 ° Batallón de Morteros Químicos
- 27 ° Batallón de Artillería de Campaña Blindada